# 아베이루현
아베이루현(포르투갈어: Distrito de Aveiro 디스트리투 드 아베이루[*], IPA: [aˈvɐjɾu])은 포르투갈 센트루 지방에 위치한 포르투갈의 현이다. 현도는 아베이루 시다.

## 자치단체
아베이루 현은 19개 자치단체로 이뤄져 있다.
- 아게다 (Águeda)
- 알베르가리아아벨랴 (Albergaria-a-Velha)
- 아나디아 (Anadia)
- 아로카 (Arouca)
- 아베이루 (Aveiro)
- 카스텔루드파이바 (Castelo de Paiva)
- 이스피뉴 (Espinho)
- 이스타헤자 (Estarreja)
- 일랴부 (Ílhavo)
- 메알랴다 (Mealhada)
- 무르토자 (Murtosa)
- 올리베이라드아제메이스 (Oliveira de Azeméis)
- 올리베이라두바이후 (Oliveira do Bairro)
- 오바르 (Ovar)
- 산타마리아다페이라 (Santa Maria da Feira)
- 상조앙다마데이라 (São João da Madeira)
- 세베르두보가 (Sever do Vouga)
- 바구스 (Vagos)
- 발르드캄브라 (Vale de Cambra)